# الله معنا (فلم)
الله معنا، فيلم مصري من إنتاج سنة 1955 وكان عرضه الأول يوم 14 نوفمبر من نفس السنة. الفيلم من إخراج أحمد بدرخان والذي اشترك في تأليفه أيضا مع إحسان عبد القدوس، ومن بطولة فاتن حمامة وعماد حمدي وماجدة ومحمود المليجي وعدد من الفنانين الآخرين. تعرض الفيلم لأزمة رقابية كادت تمنع عرضه - نقلا عن المؤرخ السينمائي والرقابي علي أبو شادي - حيث قُدمت شخصية اللواء محمد نجيب قائد ثورة 1952م، وكان دوره محوريا بالفيلم الذي تم تصويره قبل إعفاء نجيب، فأوقفته الرقابة، إلى أن تظلم القائمون عليه لمجلس قيادة الثورة، فأجازه جمال عبدالناصر وحضر العرض الأول بنفسه بسينما ريفولي في 14 نوفمبر 1955م.

## القصة
بعد إعلان قيام دولة إسرائيل في عام 1948، يستعد الجيش المصري لدخول فلسطين لمحاربتهم، ويستدعي عدد من المواطنين للانضمام إلى الجيش المصري، وكان من المشاركين اليوزباشى - نقيب - أحمد جمال (عماد حمدى) بتشجيع من أبنة عمه نادية (فاتن حمامة) ولكن عمه الثري عبد العزيز باشا (محمود المليجى) عرض عليه استغلال نفوذه لإعفاءه من الذهاب للحرب، ولكن أحمد يفضل الذهاب للحرب، ولكنه وزملاءه فوجئوا بأن أسلحتهم فاسدة، وانفجرت فيهم، فمات من مات وأصيب من أصيب، وتم بتر ذراع أحمد، فخرج من المستشفى ليبدأ الحرب الحقيقية ضد الفساد المستشرى بالبلاد، واجتمع بزملاءه الضباط للتنسيق فيما بينهم لكشف المسؤولين الحقيقيين عن توريد الأسلحة الفاسدة، وحاول أحمد الاعتماد على نفوذ عمه عبد العزيز باشا فخذله، فقد كان هو نفسه تاجر الأسلحة الرئيسي، والجميع يسمسر من وراءه بما فيهم ملك البلاد فاروق ورئيس ديوانه مدكور باشا (حسين رياض) المتحكم في جميع القوى السياسية بالبلاد من حكومة ومجلس شيوخ وجيش وبوليس سياسى وأحزاب حاكمة ومعارضة، وذلك بالتفريق بينهم، واستغلال شهوتهم للحكم، وحاولت مجموعة الضباط الاعتماد على زعيم المعارضة شديد باشا (أحمد علام) الذي استجاب لهم، ولكن وعد مدكور باشا له بالحكم جعله يتراجع، وحاول الصحفى محسن (شكرى سرحان) ان يثير في جريدته موضوع الأسلحة الفاسدة، ونجح في اثارة الموضوع داخل مجلس الشيوخ، ولكن تدخل مدكور باشا، أدى لفصل مجموعة النواب التي أثارت الموضوع، وقد تدخلت الراقصة سنية شربات (أميره أمير) راقصة الأمراء والملوك، وابلغت الصحفى محسن بأن تاجر الأسلحة الفاسدة هو عبد العزيز باشا، وان هناك صفقة سلاح للبحرية ستصل قريبا، وتعاون محسن مع أحمد للحصول على الوثائق من منزل عمه، فلجأ أحمد لحبيبته ناديه، التي استطاعت ان تتحصل على المستندات الخاصة بالاسلحة الفاسدة من خزينة والدها، واستغل الضباط قيام تنظيم الضباط الاحرار بالجيش، وتلقفوا منشوراتهم وأعادوا طبعها في منزل عبد العزيز باشا عن طريق ابنته ناديه، ولكن الباشا كشف الخطة فأبلغ البوليس السياسى عن ابن أخيه، والذي حاول اغتيال أحمد كما سبق له محاولة اغتيال محسن، ثم حاولوا القبض عليهما، ولكن حال دون ذلك قيام الثورة في يوليو عام 1952 وتم طرد الملك فاروق بعد تنازله عن الحكم لإبنه الأمير أحمد فؤاد (6 شهور) وتم حل جميع الأحزاب والقبض على الفاسدين، وحاول عبد العزيز باشا الهرب، وحاول إلقاء قنبلة يدوية فاسدة على القوات، فإنفجرت فيه ولقى مصرعه.

## مشاكل تعرض لها
بمجرد إعداد الفيلم للعرض وصل إلى عبد الناصر شائعة بأن الفيلم يبرز دور محمد نجيب قويا في ثورة 23 يوليو، تم وقف الفيلم عامين، إلا أن إحسان عبد القدوس طلب من الرئيس عبد الناصر إرجاء الوقف إلى ما بعد مشاهدة الفيلم. وكما ذكرت مجلة روز اليوسف عام 1955 أن الرئيس طلب حذف مشاهد اللواء محمد نجيب وكان يؤدى شخصيته الفنان زكى طليمات، ووافق بعد ذلك على عرض الفيلم بل أنه حضر العرض الأول للفيلم عام 1955. يقال أيضا أن سبب منع الفيلم كان الخوف من تعاطف الجمهور مع الملك فاروق.

## طاقم العمل[6]
- قصة: إحسان عبد القدوس
- حوار: سامي داود
- إخراج وسيناريو: أحمد بدرخان
- إنتاج "ستوديو مصر"

| - فاتن حمامة - عماد حمدي - ماجدة - محمود المليجي - حسين رياض - علوية جميل - سراج منير - أميرة أمير - شكري سرحان - سعيد أبو بكر | - إستيفان روستي - أحمد علام - عثمان أباظة - وداد حمدي - محمد الطوخي - محمد علوان - محمود إسماعيل - سميحة أيوب - محمد عطية - مي مدور | - عدلي كاسب - ملك الجمل - زكي إبراهيم - أمينة شريف - فاطمة السلحدار - مونا فؤاد - لولا عبده - ليز ولين - رشاد حامد - أنور زكي | - عبد الحليم خطاب - مطاوع عويس - سعيد خليل - علي رضا - محمد صبيح - أحمد لوكسر - هيرمين - ايلين دياتو - جمعة إدريس - فهمي عمر | - عباس الدالي - فؤاد المهندس - شلاضيمو - عبد المنعم سعودي - محمود السباع - طوسون محتمد - إبراهيم حشمت - لطفي الحكيم - محمود عزمي - حسين عسر |